# Wuling Bingo
La Wuling Bingo è una autovettura elettrica prodotta dal 2023 dalla casa automobilistica cinese Wuling Motors.

## Descrizione

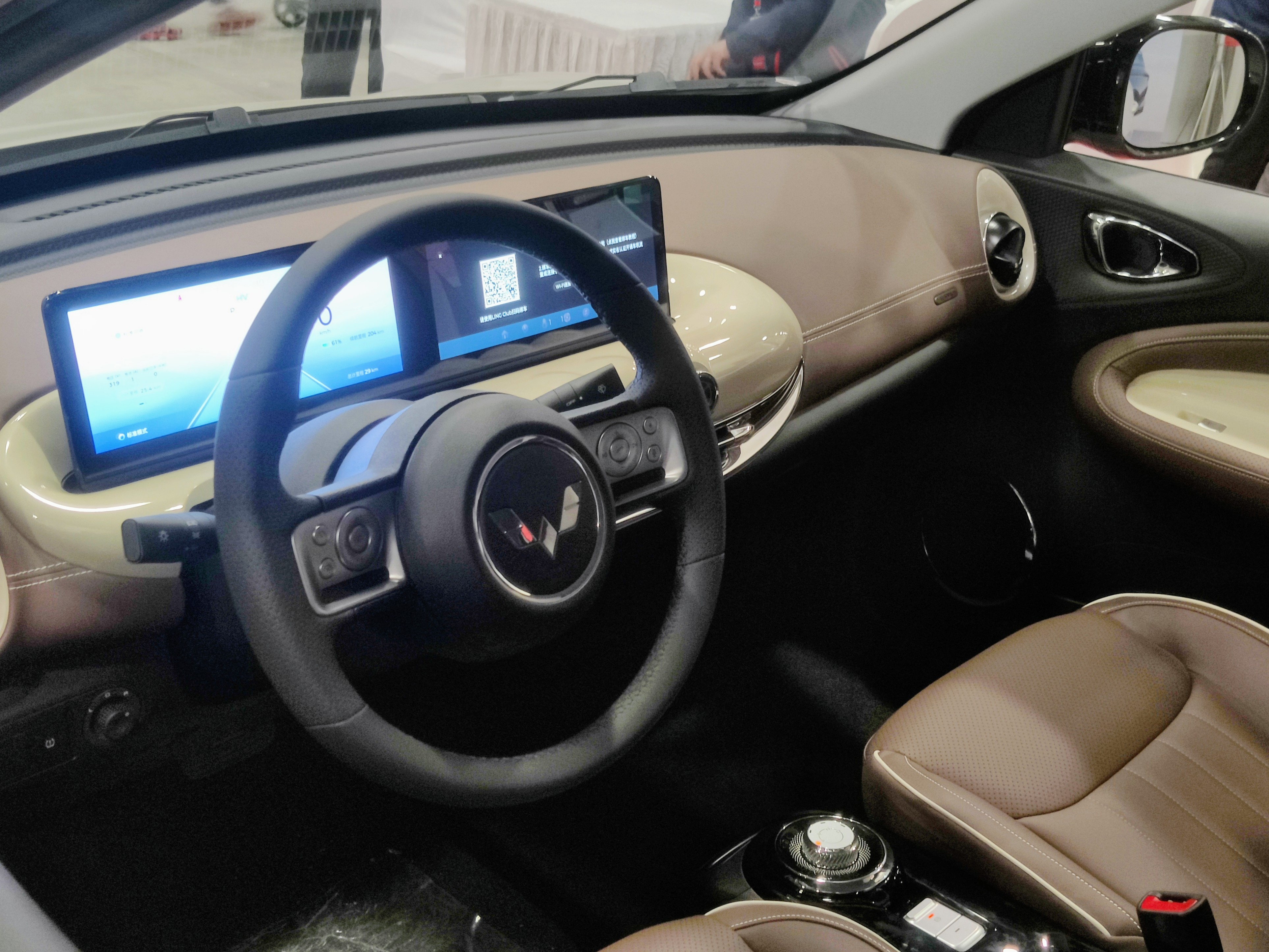
Interni

Dopo la microcar elettrica Hongguang Mini EV, Wuling ha ampliato la sua gamma di vetture medio-piccole elettriche con una utilitaria a 5 porte chiamata Bingo. L'auto ha uno stile retrò, caratterizzato da un corpo vettura rotondo con fari e fanali posteriori ovali. 
L'abitacolo presenta design con svariati elementi dalla forma tondo-ovale. La plancia dallo stile minimalista presenta due display che fungono rispettivamente da quadro strumenti e un touch screen centrale da sistema multimediale. 
Kat Bingo è stata creata pensando al mercato interno cinese, come vettura elettrica da utilizzare principalmente in ambienti urbani. 

## Specifiche
La Bingo al lancio è disponibile come n dur motorizzazioni elettriche: il motore base sviluppa 40 CV, mentre quello più potente 67 CV, anche se la velocità massima di entrambi è limitata a 100 km/h (62 mph). Ad essi sono abbinabili due set di batterie: il più piccolo da 17,3 kWh consente di percorrere fino a 200 chilometri con una singola carica secondo il ciclo NEDC e il più grande da 31,9 kWh fino a 330 chilometri.